# Pablo Dorado
Pablo Dorado (Montevideo, 22 giugno 1908 – Montevideo, 18 novembre 1978) è stato un calciatore uruguaiano, di ruolo attaccante. Campione del Mondo con la nazionale uruguayana nel 1930.

## Carriera
Affermatosi in patria nel Bella Vista disputò, appena ventiduenne, i mondiali del 1930 con la maglia dell'Uruguay. Siglò la prima rete della finalissima contro l'Argentina e si laureò campione del mondo al termine della partita, vinta dall'Uruguay per 4-2.
Dopo i mondiali si trasferì proprio in Argentina, al River Plate, con cui vinse il titolo nazionale nel 1932.

## Palmarès

### Club
- Campionato argentino: 1

River Plate: 1932

### Nazionale
- Campionato mondiale: 1

Uruguay 1930